# Chrysoprasis linearis
Chrysoprasis linearis là một loài bọ cánh cứng trong họ Cerambycidae.